# D'erlanger
D'erlanger sunt o trupă de muzică metal formată în anul 1983,alături cu X Japan și Color sunt în Visual kei.

## Membrii
- Kyo - voce
- Tetsu - baterie
- Chiper - chitară
- Seela - chitară bas

## Istorie
Trupa formată în anul 1983 și au devenit în Visual kei cu alte trupe precum Buck Tick și alte trupe de visual kei.